# لويس ماير (سائق سيارة سباق)
لويس ماير (بالإنجليزية: Louis Meyer)‏ هو سائق سيارة سباق أمريكي، ولد في 21 يوليو 1904 في نيويورك في الولايات المتحدة، وتوفي في 7 أكتوبر 1995 في سيرتشلايت في الولايات المتحدة.

## روابط خارجية
- لويس ماير على موقع Racing-Reference.info (الإنجليزية)
- لويس ماير على موقع DriverDB.com (الإنجليزية)